# JATO Nunatak
JATO Nunatak är en nunatak i Antarktis. Den ligger i Östantarktis. Nya Zeeland gör anspråk på området. Toppen på JATO Nunatak är 2 606 meter över havet, eller 91 meter över den omgivande terrängen. Bredden vid basen är 2,5 km.
Terrängen runt JATO Nunatak är platt västerut, men österut är den kuperad. Trakten är obefolkad. Det finns inga samhällen i närheten. 